# 東坡肉
東坡肉（トンポーロウ、ドンポーロウ、拼音: dōngpōròu）とは、豚肉を調理した中華料理である。北宋の詩人蘇軾が考案したとされ、料理の名前は彼の号である「蘇東坡」に由来する。
一般的には、浙江料理の一つで杭州の名物とされる。煮込み料理である焼菜に分類される。類似した料理として、紅焼蹄膀（ホンシャオテイパン、豚の肩肉の醤油煮）がある。

## 概要
皮付きの豚のばら肉を一度揚げるか茹でるかして余分な油を取り、醤油と酒と砂糖で煮含めた料理である。杭州の東坡肉は多量の砂糖で甘く味付けされることが多い。人数の分だけ用意した壺の中に肉を入れて密閉し、蒸して供する場合もある。切り分けた肉を鉢に入れて蒸し、蒸し上がった肉を皿に盛りつけて供する「扣肉」（コウロウ）という料理も存在する。

## 伝承
元豊2年（1079年）、蘇軾は政治を批判した咎で逮捕され、黄州（現在の湖北省黄州区）に左遷される。黄州に流された蘇軾は「晴耕雨読」の生活を送り、自身が農作業を行っていた場所に因んで東坡居士と号した。蘇軾は黄州の豚肉に目をつけ、東坡肉の原型となる紅焼肉（ホンシャオロウ、豚肉の醤油煮）を考案した。蘇軾は黄州の豚肉を称えて、次のような詩を残した。
| 黄州好猪肉 價賤等糞土 富者不肯喫 貧者不解煮 慢著火少著水 火候足時他自美 毎日起来打一碗 飽得自家君莫管 | 黄州 猪肉好し 價賤くして糞土に等し 富者 肯へて喫はず 貧者 煮るを解せず 慢ろに火を著け 少しく水に著くるに 火候足る時 他自ら美し 毎日起き来りて 一碗を打つ 自家を飽かし得れば君管ふこと莫かれ |
| | —蘇軾『食猪肉』 |

皇帝・神宗が没した後に蘇軾は中央政界に復帰するが政争に巻き込まれ、元祐4年（1089年）に杭州に再び左遷される。蘇軾は杭州で西湖の水利工事を行い、その際に工事を感謝した現地の人々から豚と酒（紹興酒）を献上された。豚肉と酒を使って紅焼肉を作るよう自宅の料理人に命じ、工事の寄付台帳に名前のあった家に料理が振る舞われた。蘇軾の振る舞った料理を絶賛した杭州の人々は料理に「東坡肉」と名付け、料理店でも作られるようになったという。

## バリエーション
杭州、黄州以外に蘇軾の出身地である四川、流刑先の海南島でも東坡肉が名物料理とされている。河南省開封では筍と豚肉の料理、江西省九江市の永修周辺では藁と一緒に煮られた豚肉料理が、それぞれ蘇軾にちなむエピソードとともに東坡肉として伝えられている。また、湖北省武漢では豚肉・冬筍・ホウレンソウ（菠菜）を材料とする料理が、東坡肉として供される（東と冬、坡と菠は音が通じるため）。

### 日本の料理

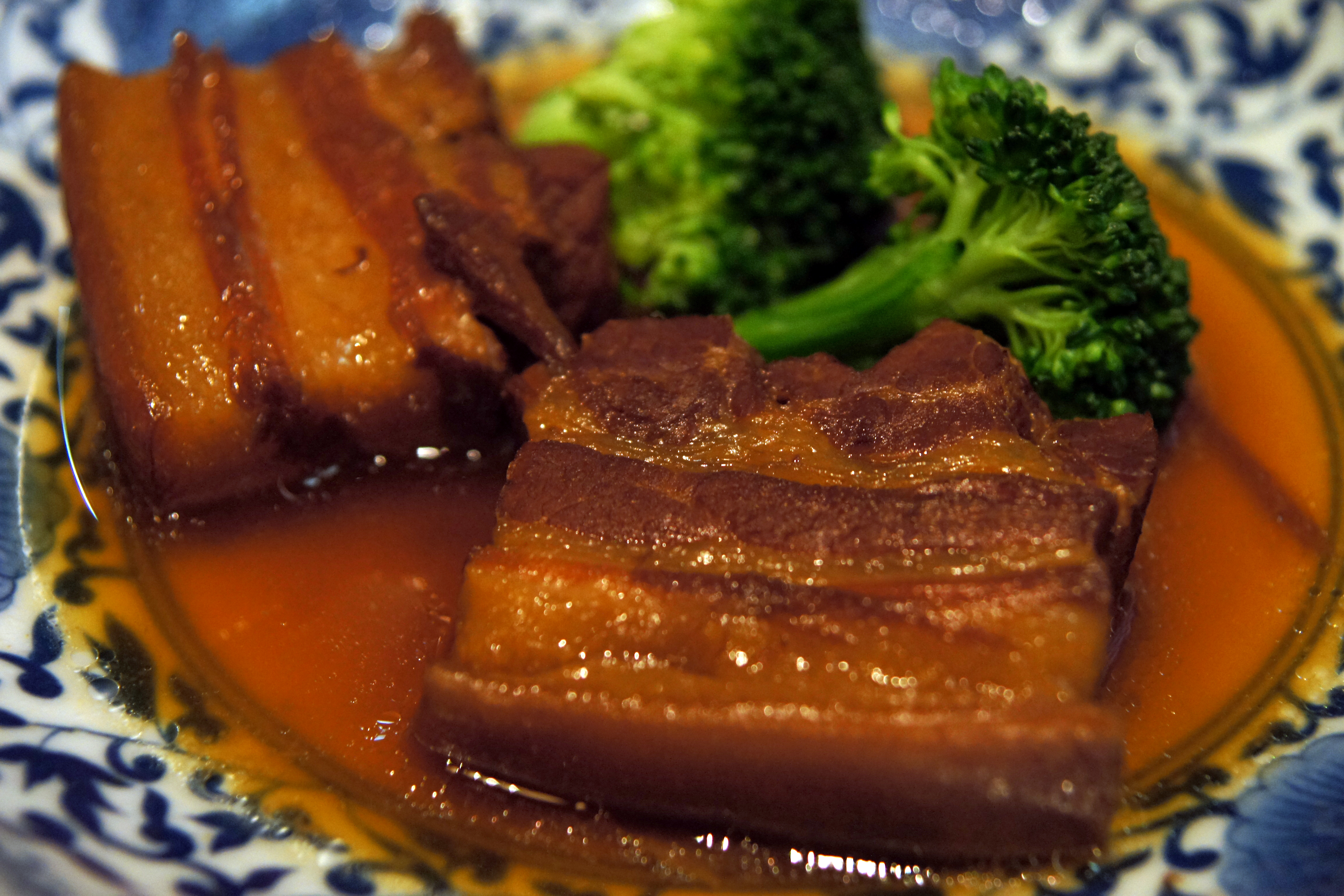
東坡煮

日本において、長崎県では卓袱料理の一つである東坡煮、沖縄料理では泡盛を使うラフテーとしてアレンジされた。また、日本料理の豚の角煮の起源とも言われ、時には豚の角煮と同一の料理と見なされることもある。日本には明治時代にすでに伝わっており、村井弦斎が著した『食道楽』にも東坡肉のレシピが掲載されていた。